# Cremorne Point, New South Wales
Cremorne Point este o suburbie în Sydney, Australia.